# Aeroporto di Ciampino (zona di Roma)
Aeroporto di Ciampino è la ventesima zona di Roma nell'Agro romano, indicata con Z. XX.

## Geografia fisica

### Territorio
Si trova nell'area sud-est della città, a ridosso ed esternamente al Grande Raccordo Anulare, sul lato nord della via Appia Antica e confinante con il comune di Ciampino.
La zona confina:
- a nord-est con la zona Z. XIX Casal Morena[1] e il comune di Ciampino
- a est con il comune di Ciampino
- a ovest con la zona Z. XXIII Castel di Leva[2]
- a nord-ovest con le zone Z. XXI Torricola[3] e Z. XVIII Capannelle[4]

## Monumenti e luoghi d'interesse

### Architetture civili
- Casale La Barbuta, su via Giovanni Ciampini. Casale del XVII secolo.

### Siti archeologici
- Tomba a edicola, su via Appia Antica (VII miglio). Sepolcro del II secolo.[5]
- Tomba di Quinto Veranio, su via Appia Antica (VIII miglio). Sepolcro del II secolo.[6]
- Tomba a esedra, su via Appia Antica (VII miglio). Sepolcro del II secolo.
- Berretta del Prete, su via Appia Antica (VIII miglio). Sepolcro del III-IV secolo.[6]
- Villa romana in località La Barbuta, su via Giovanni Ciampini. Sito da scavare.

## Geografia antropica

### Urbanistica
Nel territorio della zona Aeroporto di Ciampino si estendono le zone urbanistiche 10H Gregna (settore sud), 10X Ciampino e la 11Y Appia Antica Sud (settore nord-est).

## Infrastrutture e trasporti
- Aeroporto di Roma-Ciampino, su via Appia Nuova. Nella zona sono compresi circa 3/4 della superficie dell'aeroporto, corrispondenti alla parte di servizio civile, mentre la restante parte, adibita a servizio militare, è sotto la giurisdizione del comune di Ciampino.

## Sport
- Piste di allenamento dell'Ippodromo delle Capannelle, su via Appia Nuova. 41.814112°N 12.582127°E

La pista delle gare si trova sull'adiacente zona di Capannelle.